# Mumford (película)
Mumford Es una película estadounidense de 1999 escrita y dirigida por Lawrence Kasdan. Está ambientada en una ciudad pequeña donde un psicólogo sin título (Loren Dean) da consejos a sus neuroticos residentes. El falso psicólogo y la ciudad se llaman Mumford, una coincidencia que finalmente se explica. La película tiene un reparto coral: Hope Davis, Jason Lee, Alfre Woodard, Mary McDonnell, Martin Short, David Paymer, Pruitt Taylor Vince, Ted Danson, y Zooey Deschanel en su debut.

## Argumento
Como recién llegado a una ciudad de Oregón el Dr. Mumford (Loren Dean) parece encantador a sus vecinos y pacientes. Su heterodoxa psicoterapia pronto deja sin pacientes a los dos terapeutas (David Paymer y Jane Adams) locales.
Entre sus pacientes están (Pruitt Taylor Vince) un obseso de las novelas eróticas y (Mary McDonnell) una compradora compulsiva. Mumford se hace amigo de un millonario (Jason Lee) experto en robótica y una camarera (Alfre Woodard). También empieza a enamorarse de una paciente (Hope Davis) que sufre síndrome de fatiga crónica.   
Junto con un abogado (Martin Short), un paciente que Mumford había rehusado debido a su narcisismo, los terapeutas rivales conspiran para destruir su reputación.

## Reparto
- Loren Dean es Dr. Mumford
- Hope Davis es Sofie Crisp.
- Jason Lee es Skip Skipperton.
- Alfre Woodard es Lily.
- Mary McDonnell es Althea Brockett.
- Pruitt Taylor Vince es Henry Follette.
- Zooey Deschanel es Nessa Watkins.
- Martin Short es Lionel Dillard.
- David Paymer es Dr. Ernest Delbanco.
- Jane Adams es Dr. Phyllis Sheeler.
- Kevin Tighe and Dana Ivey son Mr. and Mrs. Crisp
- Ted Danson es Jeremy Brockett.
- Jason Ritter es Martin Brockett.
- Elisabeth Mosseas Katie Brockett.
- Robert Stack es él mismo.
- Simon Helberg es Roommate.
- Rick Dial es taxista.

## Recepción
Mumford tuvo revisiones mixtas. Muchos críticos expresaron una aprobación general, pero no les gustó la desagradable explicación final (que contrastó con el tono global de comedia de la película). La película tiene un 56% índice en Tomates Podridos, basada en 78 revisiones, con un índice de 5.92/10. En Metacritic, la película tiene una puntuación media de 62 sobre 100, indicando "generalmente revisiones favorables".
Roger Ebert dio una revisión favorable destacando que no hay ninguna venganza, traición vil o sorpresa sexual, tan solo unos personajes sencillos que da gusto conocer. Una expresión del anhelo humanista del director, su deseo de que las personas escuchen mejor y valoren más a los demás. Este film te hace sentirte mejor contigo mismo.
La película tuvo $28 millones de presupuesto, y fue un fracaso comercial, ganando solo $4,555,459 en los EE. UU.